# 양산종합운동장 보조경기장
양산종합운동장 보조경기장(梁山綜合運動場補助競技場, Yangsan Auxiliary Stadium)은 대한민국 양산시에 있는 체육 시설이다. 양산종합운동장 내에 있는 체육 시설로, 인조잔디로 구성된 축구경기장, 직선 육상 트랙 6레인 등으로 조성되어 있다.

## 참고 문헌
- 《전국 공공체육 시설 현황 (2017년말 기준)》. 대한민국 문화체육관광부. 2019. 2020년 7월 16일에 원본 문서에서 보존된 문서. 2019년 4월 15일에 확인함.

## 같이 보기
- 양산종합운동장